# 东陂河
东陂河，位于中华人民共和国广东省连州市境内，是湟川（连江）右岸支流，发源于连州市西北部与湖南省交界处的都庞岭，蜿蜒东南流，经三水瑶族乡、东陂镇和西岸镇，于市区连州镇的鸬鹚嘴汇入湟川。干流长72千米，河道平均比降3.93‰，流域面积823平方千米。有很多资料和地图将东陂河视为连江主源。